# Nazionale maschile di pallacanestro della Lituania
La nazionale maschile di pallacanestro della Lituania (Lietuvos nacionalinė vyrų krepšinio rinktinė) rappresenta la Lituania ai tornei internazionali maschili di pallacanestro per nazioni organizzati dalla FIBA e viene gestita dalla Federazione cestistica della Lituania.
L'allenatore è stato, fino al settembre 2009, Ramūnas Butautas, dimessosi dopo l'Europeo 2009 in Polonia.

## Storia

### Nazionale lituana (1918-1940)
Questa nazionale partecipò, quando la Lituania era ancora nazione indipendente, all'Eurobasket 1937 ed a quello del 1939, vincendoli entrambi.

### Nazionale Unione Sovietica (1946-1991)
Dopo che la Lituania venne inglobata nell'URSS molti giocatori fecero parte della nazionale sovietica, tra i quali Valdemaras Chomičius, Rimas Kurtinaitis, Šarūnas Marčiulionis e Arvydas Sabonis. A testimonianza di quanto il cosiddetto "blocco lituano" risultasse sempre decisivo, i giocatori precedenti formavano i 4⁄5 del quintetto iniziale della Nazionale di pallacanestro dell'Unione Sovietica ai Giochi Olimpici di Seul 1988.

### Nazionale lituana (dal 1992)
Nel 1990, dopo il crollo del muro di Berlino, la Lituania ottenne l'indipendenza dall'Unione Sovietica, e pertanto, si riformarono le sue nazionali sportive.
La prima manifestazione a cui la nazionale di pallacanestro lituana partecipò fu l'Olimpiade di Barcellona 1992 dove vinse subito la medaglia di bronzo a cui ne sono seguite altre due nelle edizioni successive.
Ha vinto tre volte i campionati europei, due negli anni trenta prima che la Lituania entrasse a far parte dell'Urss ed una dopo la sua dissoluzione, nel 2003, inoltre agli europei ha conquistato anche un argento ed un bronzo rispettivamente nel 1995 e nel 2007.
Nonostante il deludente 11º posto ottenuto all'Europeo 2009, è ritenuta una delle squadre nazionali più forti al mondo e difatti nel 2010 conquista anche il primo bronzo ai mondiali organizzati in Turchia.
S'è aggiudicata, perdendo la finale contro la Francia con punteggio 80-66, l'argento ad Eurobasket 2013.

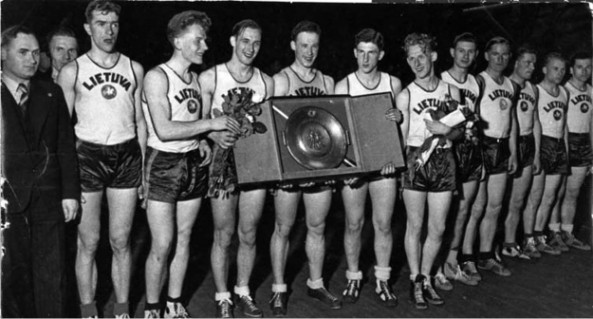
La Lituania Campione d'Europa nel 1937
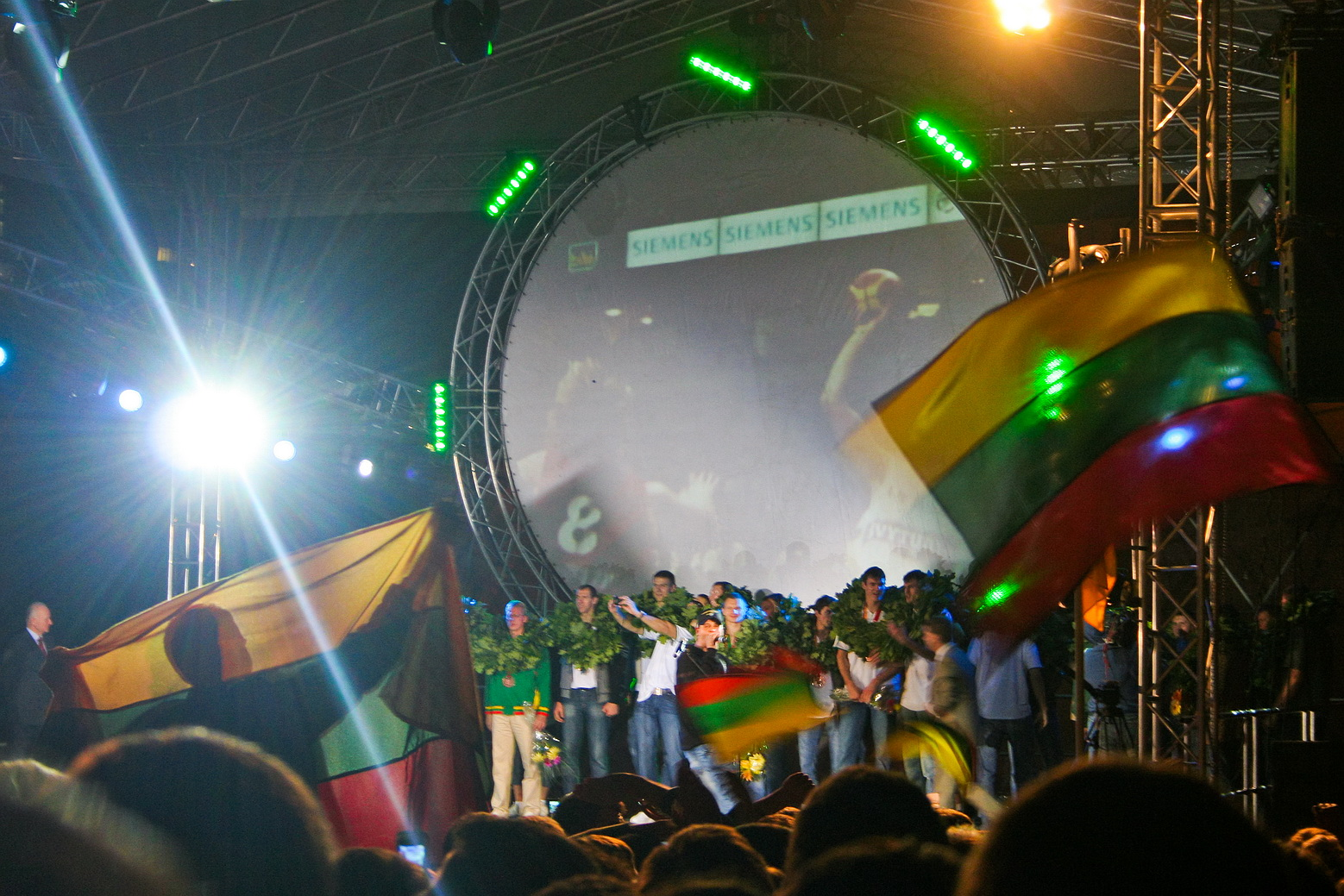
Celebrazioni per il bronzo vinto nel 2007 all'EuroBasket

## Piazzamenti
Olimpiadi
- 1992 -  3°
- 1996 -  3°
- 2000 -  3°
- 2004 - 4°
- 2008 - 4°
- 2012 - 8°
- 2016 - 7°

Mondiali
- 1998 - 7°
- 2006 - 7°
- 2010 -  3°
- 2014 - 4°
- 2019 - 9°

Europei
- 1937 -  1°
- 1939 -  1°
- 1995 -  2°
- 1997 - 6°
- 1999 - 5°
- 2001 - 11°
- 2003 -  1°
- 2005 - 5°
- 2007 -  3°
- 2009 - 11°
- 2011 - 5°
- 2013 -  2°
- 2015 -  2°
- 2017 - 9°
- 2022 - 15°

Manifestazioni minori
- Torneo Supercup: 2

1996, 2010
- Torneo Acropolis: 1

2004

## Allenatori
- Phil Krause, primo allenatore, vincitore all'EuroBasket 1937
- Frank Lubin, vincitore del secondo titolo europeo del 1939
- Vladas Garastas - allenatore della nazionale alle Olimpiadi del 1992 e del 1996, e agli Europei del 1995
- Jonas Kazlauskas - allenatore della nazionale alle Olimpiadi del 2000, a tre FIBA EuroBasket (1997, 1999, 2001) e ai Mondiali del 1998
- Antanas Sireika - allenatore della nazionale alle Olimpiadi del 2004, vincitore degli Europei del 2003, e allenatore agli FIBA EuroBasket 2005, oltre che ai Mondiali del 2006
- Ramūnas Butautas - coach nel biennio 2007-2009, partecipa a due europei (2007 e 2009) e alle Olimpiadi 2008
- Kęstutis Kemzūra - ha conquistato il bronzo ai Mondiali del 2010
- Jonas Kazlauskas - tornato sulla panchina lituana ha conquistato l'argento al FIBA EuroBasket 2013

## Formazioni

### Olimpiadi
Pallacanestro ai Giochi della XXV Olimpiade - Torneo maschile4 Chomičius, 5 Pazdrazdis, 6 Visockas, 7 Dimavičius, 8 Brazdauskis, 9 Krapikas, 10 Kurtinaitis, 11 Sabonis, 12 Karnišovas, 13 Marčiulionis, 14 Einikis, 15 Jovaiša,        All. Vladas Garastas
Pallacanestro ai Giochi della XXVI Olimpiade - Torneo maschile4 Vaišvila, 5 M. Žukauskas, 6 E. Žukauskas, 7 Pačėsas, 8 Štombergas, 9 Lukminas, 10 Kurtinaitis, 11 Sabonis, 12 Karnišovas, 13 Marčiulionis, 14 Einikis, 15 Jurkūnas,        All. Vladas Garastas
Pallacanestro ai Giochi della XXVII Olimpiade - Torneo maschile4 Jasikevičius, 5 Marčiulionis, 6 Timinskas, 7 Štombergas, 8 Šiškauskas, 9 Giedraitis, 10 Adomaitis, 11 Žukauskas, 12 Masiulis, 13 Maskoliūnas, 14 Einikis, 15 Songalia,        All. Jonas Kazlauskas
Pallacanestro ai Giochi della XXVIII Olimpiade - Torneo maschile4 Ginevičius, 5 M. Žukauskas, 6 Macijauskas, 7 Štombergas, 8 Šiškauskas, 9 Songaila, 10 Slanina, 11 E. Žukauskas, 12 Lavrinovič, 13 Jasikevičius, 14 Šalenga, 15 Javtokas,        All. Antanas Sireika
Pallacanestro ai Giochi della XXIX Olimpiade - Torneo maschile4 Kaukėnas, 5 Lukauskis, 6 Mačiulis, 7 D. Lavrinovič, 8 Šiškauskas, 9 Prekevičius, 10 Jasaitis, 11 Kleiza, 12 K. Lavrinovič, 13 Jasikevičius, 14 Petravičius, 15 Javtokas,        All. Ramūnas Butautas
Pallacanestro ai Giochi della XXX Olimpiade - Torneo maschile4 Kaukėnas, 5 Kalnietis, 6 Mačiulis, 7 Pocius, 8 Jasaitis, 9 Songaila, 10 Seibutis, 11 Kleiza, 12 Jankūnas, 13 Jasikevičius, 14 Valančiūnas, 15 Kavaliauskas,        All. Kęstutis Kemzūra
Pallacanestro ai Giochi della XXXI Olimpiade - Torneo maschile5 Kalnietis, 7 Juškevičius, 8 Mačiulis, 9 Ulanovas, 10 Seibutis, 11 Sabonis, 12 Kavaliauskas, 13 Jankūnas, 15 Javtokas, 17 Valančiūnas, 19 Kuzminskas, 40 Grigonis, 93 Kariniauskas,        All. Jonas Kazlauskas

### Mondiali
Campionato mondiale maschile di pallacanestro 19984 Jasikevičius, 5 E. Žukauskas, 6 Masiulis, 7 Štombergas, 8 M. Žukauskas, 9 Pačėsas, 10 Lukminas, 11 Adomaitis, 12 Karnišovas, 13 Maskoliūnas, 14 Einikis, 15 Praškevičius,        All. Jonas Kazlauskas
Campionato mondiale maschile di pallacanestro 20064 Delininkaitis, 5 Žukauskas, 6 Macijauskas, 7 D. Lavrinovič, 8 Gustas, 9 Songaila, 10 Kalnietis, 11 Kleiza, 12 K. Lavrinovič, 13 Jasaitis, 14 Jankūnas, 15 Javtokas,        All. Antanas Sireika
Campionato mondiale maschile di pallacanestro 20104 Seibutis, 5 Kalnietis, 6 Mačiulis, 7 Pocius, 8 Gecevičius, 9 Delininkaitis, 10 Jasaitis, 11 Kleiza, 12 Klimavičius, 13 Jankūnas, 14 Andriuškevičius, 15 Javtokas,        All. Kęstutis Kemzūra
Campionato mondiale maschile di pallacanestro 20144 Pocius, 5 Juškevičius, 6 Kuzminskas, 7 D. Lavrinovič, 8 Mačiulis, 9 Seibutis, 10 Jasaitis, 11 Motiejūnas, 12 K. Lavrinovič, 13 Jankūnas, 14 Valančiūnas, 15 Vasiliauskas,        All. Jonas Kazlauskas
Campionato mondiale maschile di pallacanestro 20195 Kalnietis, 8 Mačiulis, 10 Seibutis, 11 Sabonis, 13  Jankūnas, 17 Valančiūnas, 19 Kuzminskas, 31  Giedraitis, 40 Grigonis, 43  Lekavičius, 51  Butkevičius, 92 Ulanovas,        All. Dainius Adomaitis
Campionato mondiale maschile di pallacanestro 20232 Normantas, 8 Sedekerskis, 9 Brazdeikis, 12 Maldūnas, 13 Jokubaitis, 17 Valančiūnas, 19 Kuzminskas, 20 Motiejūnas, 22 Bendžius, 31 Kariniauskas, 33 Dimša, 91 Sirvydis,        All. Kazys Maksvytis

### Europei
Campionato europeo maschile di pallacanestro 1937Andrulis, Baltrūnas, Kepalas, Krause, Mažeika, Nikolskis, Petrauskas, Puzinauskas, Šačkus, Talzūnas, Žukas, Daukša, All. Phil Krause
Campionato europeo maschile di pallacanestro 19395 Jurgėla, 6 Mažeika, 7 Norkus, 8 Andrulis, 9 Lubinas, 10 Budrun, 11 Puzinauskas, 12 Baltrūnas, 13 Krause, 14 Ruzgys, 15 Nikolskis, 16 Petrauskas, 17 Šliūpas, 21 Leščinskas,        All. Frank Lubin
Campionato europeo maschile di pallacanestro 19954 Chomičius, 5 Visockas, 6 Štombergas, 7 Timinskas, 8 Lukminas, 9 Krapikas, 10 Kurtinaitis, 11 Sabonis, 12 Karnišovas, 13 Marčiulionis, 14 Einikis, 15 Markevičius,        All. Vladas Garastas
Campionato europeo maschile di pallacanestro 19974 Jasikevičius, 5 Jurkūnas, 6 Šeštokas, 7 Timinskas, 8 Štombergas, 9 Žukauskas, 10 Lukminas, 11 Adomaitis, 12 Karnišovas, 13 Maskoliūnas, 14 Einikis, 15 Praškevičius,        All. Jonas Kazlauskas
Campionato europeo maschile di pallacanestro 19994 Jasikevičius, 5 M.Žukauskas, 6 Masiulis, 7 Štombergas, 8 Marčiulionis, 9 E.Žukauskas, 10 Adomaitis, 11 Sabonis, 12 Karnišovas, 13 Maskoliūnas, 14 Einikis, 15 Praškevičius,        All. Jonas Kazlauskas
Campionato europeo maschile di pallacanestro 20014 Jasikevičius, 5 M. Žukauskas, 6 Timinskas, 7 Štombergas, 8 Šiškauskas, 9 Songaila, 10 Kaukėnas, 11 E. Žukauskas, 12 Javtokas, 13 Slanina, 14 Einikis, 15 Jurkūnas,        All. Jonas Kazlauskas
Campionato europeo maschile di pallacanestro 20034 Gustas, 5 M. Žukauskas, 6 Macijauskas, 7 Štombergas, 8 Šiškauskas, 9 Songaila, 10 Slanina, 11 E. Žukauskas, 12 K.Lavrinovič, 13 Jasikevičius, 14 Šalenga, 15 Praškevičius,        All. Antanas Sireika
Campionato europeo maschile di pallacanestro 20054 Ginevičius, 5 Žukauskas, 6 Lukauskis, 7 D. Lavrinovič, 8 Šiškauskas, 9 Gustas, 10 Serapinas, 11 Šilinskis, 12 K. Lavrinovič, 13 Jasaitis, 14 Jankūnas, 15 Javtokas,        All. Antanas Sireika
Campionato europeo maschile di pallacanestro 20074 Kaukėnas, 5 Gustas, 6 Mačiulis, 7 D. Lavrinovič, 8 Šiškauskas, 9 Songaila, 10 Jasaitis, 11 Kleiza, 12 K. Lavrinovič, 13 Jasikevičius, 14 Jankūnas, 15 Javtokas,        All. Ramūnas Butautas
Campionato europeo maschile di pallacanestro 20094 Mažutis, 5 Kalnietis, 6 Mačiulis, 7 D. Lavrinovič, 8 Lukauskis, 9 Delininkaitis, 10 Jomantas, 11 Kleiza, 12 K. Lavrinovič, 13 Jasaitis, 14 Petravičius, 15 Javtokas,        All. Ramūnas Butautas
Campionato europeo maschile di pallacanestro 20114 Kaukėnas, 5 Kalnietis, 6 Delininkaitis, 7 Pocius, 8 Jankūnas, 9 Songaila, 10 Jasaitis, 11 Valančiūnas, 12 Lavrinovič, 13 Jasikevičius, 14 Petravičius, 15 Javtokas,        All. Kęstutis Kemzūra
Campionato europeo maschile di pallacanestro 20134 Motiejūnas, 5 Kalnietis, 6 Kuzminskas, 7 D. Lavrinovič, 8 Mačiulis, 9 Delininkaitis, 10 Seibutis, 11 Kleiza, 12 K. Lavrinovič, 13 Pocius, 14 Valančiūnas, 15 Javtokas,        All. Jonas Kazlauskas
Campionato europeo maschile di pallacanestro 20155 Kalnietis, 6 Gailius, 8 Mačiulis, 10 Seibutis, 11 Sabonis, 12 Kavaliauskas, 13 Jankūnas, 15 Javtokas, 17 Valančiūnas, 19 Kuzminskas, 21 Milaknis, 43 Lekavičius,        All. Jonas Kazlauskas
Campionato europeo maschile di pallacanestro 20175 Kalnietis, 7 Juškevičius, 8 Mačiulis, 13 Gecevičius, 17 Valančiūnas, 19 Kuzminskas, 20 Motiejūnas, 21 Milaknis, 22 Bendžius, 40 Grigonis, 77 Gudaitis, 92 Ulanovas,        All. Dainius Adomaitis
Campionato europeo maschile di pallacanestro 20224 Žukauskas, 9 Brazdeikis, 11 Sabonis, 13 Jokubaitis, 14 Echodas, 17 Valančiūnas, 19 Kuzminskas, 30 Žemaitis, 31 Giedraitis, 40 Grigonis, 43 Lekavičius, 51 Butkevičius,        All. Kazys Maksvytis

## Nazionali giovanili
- Selezioni giovanili della nazionale maschile di pallacanestro della Lituania